# قنبلة

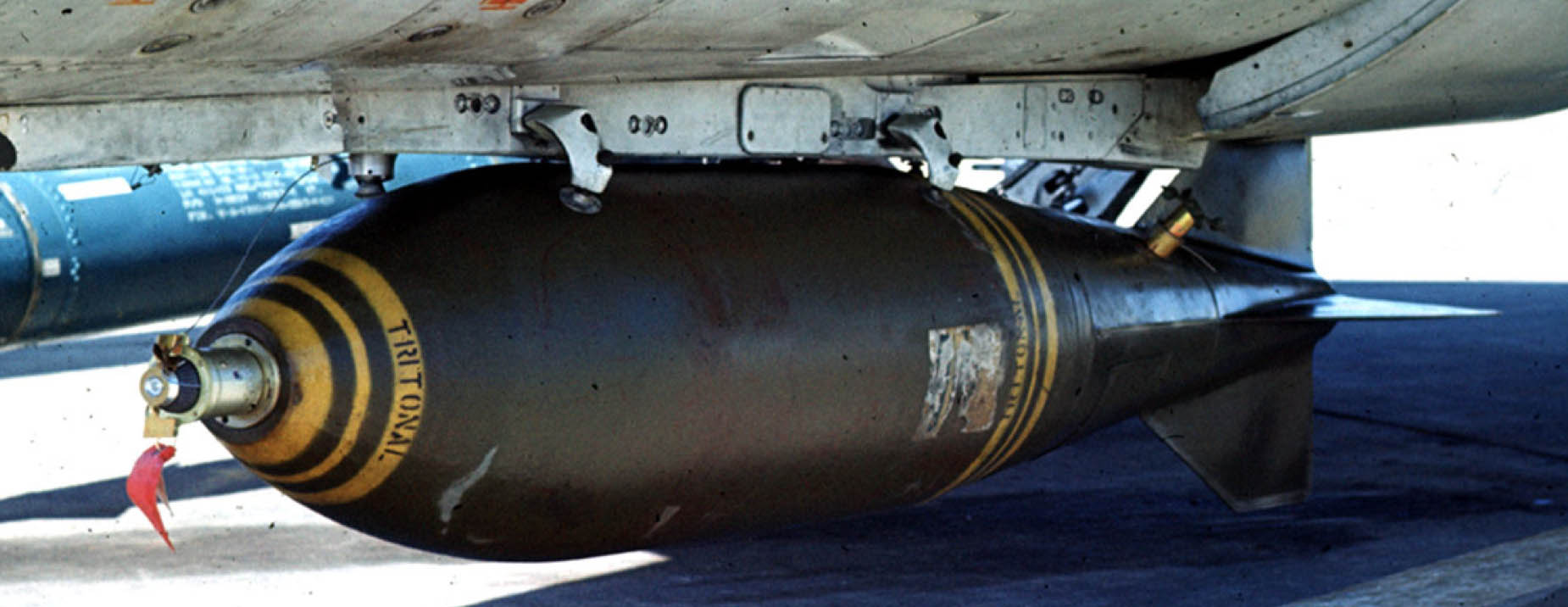
قنبلة M117

اَلْقُنْبُلَةُ(1) هي أداة متفجرة تستخدم غلباً في الحروب وهي تستخدم في الأساس من أجل قتل الناس ومن أجل تفجير ونسف وأزالة ومنع حركة منتجات أنتجها الإنسان بفكرة كالمباني والسيارات والبواخر والمراكب، وقد تستخدم لنفس الأسباب مع الطبيعة في مقالع الحجارة والجبال وتغيير اتجاه الأنهار بما يتوافق مع رغبات وتطلبات الإنسان.
بالرغم من أنها لا تحتوي على طاقة أكثر من الوقود العادي، إلا في حالة الأسلحة النووية،فإن القنابل تولد وتصدر طاقتها بسرعة كبيرة، كموجات اهتزازية تدميرية عنيفة. هي عادة نوع من الحاويات تملأ بالمادة المتفجرة، وهي مصممة لتسبب الدمار العشوائي عندما تبدأ.
القنبلة نوع من أنواع الأسلحة؛ إلا أن لها استعمالات أخرى في الأغراض المدنية، مثل البناء أو التعدين. العديد من الأدوات المتفجرة العسكرية لا تدعى قنابل. الأدوات المتفجرة العسكرية الأخرى تدعى القنابل اليدوية، أو القذائف، أو الرؤوس الحربية، أو الألغام الأرضية، أو غيرها. لقرون عديدة تستعمل القنابل في الحرب وهي جزء مركزي من ترسانة المحاربين. يميز الخبراء عموماً بين القنابل المدنية والعسكرية. إن القنبلة الأقوى في الوجود هي القنبلة الهيدروجينية، وهي سلاح نووي. استعملت القنابل الأقوى في المعارك بواسطة الولايات المتحدة عند مهاجمتها لهيروشيما وناكاساكي. إن القنبلة التقليدية الأقوى هي قنبلة القوة الجوية الأمريكية MOAB وتدعى أيضا أم القنابل وتبلغ قوتها التفجيرية 11 طن تي ان تي.